# Tour de Pologne 2016 – 4. etap
4. etap kolarskiego wyścigu Tour de Pologne 2016 odbył się 15 lipca. Start etapu miał miejsce w Nowym Sączu natomiast meta w Rzeszowie. Etap liczył 218 kilometrów.

## Premie
Na 4. etapie będą następujące premie:
| Rodzaj | Rodzaj            | Miejscowość | Kilometry (od startu) | Kilometry (do mety) |
| ------ | ----------------- | ----------- | --------------------- | ------------------- |
|        | Górska (II kat.)  | Zaklikówka  | 110,2 km              | 107,8 km            |
|        | Górska (II kat.)  | Lubenia     | 117,7 km              | 100,3 km            |
|        | Górska (III kat.) | Jasienniki  | 162,7 km              | 55,3 km             |
|        | Górska (II kat.)  | Zaklikówka  | 171,1 km              | 46,9 km             |
|        | Górska (II kat.)  | Lubenia     | 178,6 km              | 39,4 km             |
|        | Lotna             | Rzeszów     | 200,7 km              | 17,3 km             |

### Wyniki
| Górska – Zaklikówka |                      |        |        |
| Miejsce             | Zawodnik             | Zespół | Punkty |
| 1.                  | Adam Stachowiak      | VAT    | 5      |
| 2.                  | Jarosław Marycz      | CCC    | 3      |
| 3.                  | Alessandro Tonelli   | BAR    | 2      |
| 4.                  | Alessandro De Marchi | BMC    | 1      |

| Górska – Lubenia |                    |        |        |
| Miejsce          | Zawodnik           | Zespół | Punkty |
| 1.               | Jarosław Marycz    | CCC    | 5      |
| 2.               | Adam Stachowiak    | VAT    | 3      |
| 3.               | Alessandro Tonelli | BAR    | 2      |
| 4.               | Szymon Rekita      | POL    | 1      |

| Górska – Jasienniki |                      |        |        |
| Miejsce             | Zawodnik             | Zespół | Punkty |
| 1.                  | Adam Stachowiak      | VAT    | 3      |
| 2.                  | Jarosław Marycz      | CCC    | 2      |
| 3.                  | Alessandro De Marchi | BMC    | 1      |

| Górska – Zaklikówka |                      |        |        |
| Miejsce             | Zawodnik             | Zespół | Punkty |
| 1.                  | Alessandro Tonelli   | BAR    | 5      |
| 2.                  | Jens Keukeleire      | OBE    | 3      |
| 3.                  | Alessandro De Marchi | BMC    | 2      |
| 4.                  | Jarosław Marycz      | CCC    | 1      |

| Górska – Lubenia |                      |        |        |
| Miejsce          | Zawodnik             | Zespół | Punkty |
| 1.               | Alessandro Tonelli   | BAR    | 5      |
| 2.               | Jens Keukeleire      | OBE    | 3      |
| 3.               | Alessandro De Marchi | BMC    | 2      |
| 4.               | Jarosław Marycz      | CCC    | 1      |

| Lotna – Rzeszów |                    |        |        |
| Miejsce         | Zawodnik           | Zespół | Punkty |
| 1.              | Michał Kwiatkowski | SKY    | 3      |
| 2.              | Diego Ulissi       | LAM    | 2      |
| 3.              | Tim Wellens        | LTS    | 1      |

## Wyniki etapu
| Miejsce | Zawodnik           | Państwo   | Zespół              | Czas       | Bon. | Pkt. |
| ------- | ------------------ | --------- | ------------------- | ---------- | ---- | ---- |
| 1.      | Fernando Gaviria   | Kolumbia  | Etixx-Quick Step    | 5h 12' 56" | -10s | 20   |
| 2.      | Luka Mezgec        | Słowenia  | Orica–BikeExchange  | +0"        | -6s  | 19   |
| 3.      | Michał Kwiatkowski | Polska    | Team Sky            | +0"        | -4s  | 18   |
| 4.      | Heinrich Haussler  | Australia | IAM Cycling         | +0"        | —    | 17   |
| 5.      | Boy van Poppel     | Holandia  | Trek-Segafredo      | +0"        | —    | 16   |
| 6.      | Zico Waeytens      | Belgia    | Team Giant-Alpecin  | +0"        | —    | 15   |
| 7.      | Tiesj Benoot       | Belgia    | Lotto Soudal        | +0"        | —    | 14   |
| 8.      | Enrico Battaglin   | Włochy    | Team LottoNL-Jumbo  | +0"        | —    | 13   |
| 9.      | Kristian Sbaragli  | Włochy    | Team Dimension Data | +0"        | —    | 12   |
| 10.     | Kévin Reza         | Francja   | FDJ                 | +0"        | —    | 11   |

## Klasyfikacje po 4. etapie

### Klasyfikacja generalna
| Miejsce | Zawodnik           | Państwo   | Zespół               | Czas        |
| ------- | ------------------ | --------- | -------------------- | ----------- |
|         | Fernando Gaviria   | Kolumbia  | Etixx-Quick Step     | 17h 19' 22" |
| 2.      | Michał Kwiatkowski | Polska    | Team Sky             | +19"        |
| 3.      | Diego Ulissi       | Włochy    | Lampre-Merida        | +22"        |
| 4.      | Tim Wellens        | Belgia    | Lotto Soudal         | +25"        |
| 5.      | Heinrich Haussler  | Australia | IAM Cycling          | +26"        |
| 6.      | Roman Małkin       | Rosja     | Gazprom–RusVelo      | +26"        |
| 7.      | Sacha Modolo       | Włochy    | Lampre-Merida        | +26"        |
| 8.      | Floris Gerts       | Holandia  | BMC Racing Team      | +26"        |
| 9.      | Philippe Gilbert   | Belgia    | BMC Racing Team      | +26"        |
| 10.     | Kamil Zieliński    | Polska    | Reprezentacja Polski | +26"        |

### Klasyfikacja punktowa
| Miejsce | Zawodnik          | Państwo   | Zespół              | Punkty |
| ------- | ----------------- | --------- | ------------------- | ------ |
|         | Fernando Gaviria  | Kolumbia  | Etixx-Quick Step    | 66     |
| 2.      | Moreno Hofland    | Holandia  | Team LottoNL-Jumbo  | 51     |
| 3.      | Heinrich Haussler | Australia | IAM Cycling         | 48     |
| 4.      | Kristian Sbaragli | Włochy    | Team Dimension Data | 40     |
| 5.      | Niccolò Bonifazio | Włochy    | Trek-Segafredo      | 44     |

### Klasyfikacja górska
| Miejsce | Zawodnik           | Państwo | Zespół                | Punkty |
| ------- | ------------------ | ------- | --------------------- | ------ |
|         | Alessandro Tonelli | Włochy  | Bardiani CSF          | 14     |
| 2.      | Jarosław Marycz    | Polska  | CCC Sprandi Polkowice | 13     |
| 3.      | Kamil Gradek       | Polska  | Verva ActiveJet       | 11     |
| 4.      | Adam Stachowiak    | Polska  | Verva ActiveJet       | 11     |
| 5.      | Sergiej Nikolajew  | Rosja   | Gazprom–RusVelo       | 7      |

### Klasyfikacja najaktywniejszych
| Miejsce | Zawodnik            | Państwo         | Zespół             | Punkty |
| ------- | ------------------- | --------------- | ------------------ | ------ |
|         | Jonas Koch          | Niemcy          | Verva ActiveJet    | 7      |
| 2.      | Diego Ulissi        | Włochy          | Lampre-Merida      | 4      |
| 3.      | Bachtijar Kozatajew | Kazachstan      | Pro Team Astana    | 4      |
| 4.      | Michał Kwiatkowski  | Polska          | Team Sky           | 3      |
| 5.      | Simon Yates         | Wielka Brytania | Orica–BikeExchange | 3      |

### Klasyfikacja drużynowa
| Miejsce | Zespół           | Państwo           | Czas        |
| ------- | ---------------- | ----------------- | ----------- |
| 1.      | Etixx-Quick Step | Belgia            | 51h 59' 24" |
| 2.      | Team Sky         | Wielka Brytania   | =0"         |
| 3.      | Pro Team Astana  | Kazachstan        | +0"         |
| 4.      | BMC Racing Team  | Stany Zjednoczone | +9"         |
| 5.      | Lampre-Merida    | Włochy            | +9"         |